# Шаг

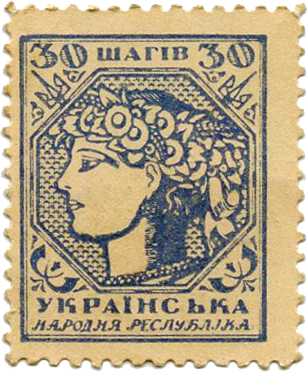
30 шагів УНР 1918 року (розмінні марки-гроші). Зображення молодої жінки символізує українську націю.

Шаг — назва кількох типів грошей, що використовувалися в різний час на території України. Назва «шаг» в побуті українців етимологічно сформувалась у XVII столітті за часів Гетьманщини і була відроджена в добу Української Революції 1917—1921 років. 2024 року, на хвилі процесу дерусифікації, Національний банк України (НБУ) ініціював зміну назви розмінних монет з «копійка» на «шаг», з огляду на українську історичну й мовну традицію.

## Етимологія
Згідно з етимологічними дослідженнями, слово «шаг» виникло з первісного сяг («крок»; «засяг»), яке сходить до прасл. *sęgъ («довжина, вимірювана розставленими руками»), похідного від *sęgati («простягати руку»). До того самого джерела сходять слова сажень (д.-рус. сѧжєнь) і сягати (дав.-рус. і ст.-укр. сѧгати — «торкатися»; «діставати»).
Сучасний варіант слова постав шляхом уподібнення звуків у зменшувальній формі сяжо́к, що була змінилася на шажо́к, звідки й виникло шаг. Пізніше на основі нової форми утворилося слово шагати («спалахувати, з шумом вириватися», про полум'я). Для порівняння, схожий фонетичний розвиток відбито в чеськ. šahati («торкатися»; «діставати, досягати») і рос. шагать («крокувати»).
Українські історики вважають, що народна назва шаг (як і зменшувально-пестливе шажок) означає «найменший ступінь при лічбі грошей» і належить до власне української лексичної спадщини. Донині в українській мові зберігається значення шага як найменшої грошової суми, а похідне шаговий використовується в значенні «грошовий» як застаріле.
Доктор Іларіон Свєнціцький висловив припущення, що шаг походить від назви монети «шеляг», що через пол. szeląg сходить до сер.-в.-нім schillinc («шилінг»; порівн. нім. Schilling).
За припущенням українського історика Владислава Безпалька, вперше оприлюдненим у вересні 2024 року, українське монетно-лічильне найменування шаг походить від перської та османської монети «шагі» (буквально — «царський, шахський»). Експансія Османів у XVI столітті та вдалі війни принесли успіх у вигляді значних територій з їх монетною системою. Османи продовжили карбування шагі з власною титулатурою. Вже у 1570—1580-х роках шаги залучаються до грошового обігу європейської частини імперії, зокрема на півдні сучасної України, та васального Молдавського князівства. Із тимчасовою забороною шагі в обігу наприкінці XVI століття в регіоні їх заміщають близькі за вмістом срібла потройні гроші польського карбування. Дослідник вбачає причиною трансляції назви «шагі» на монету номіналом 3 гроші з подальшою адаптацією в українській мові у назву «шагі» саме явище зайняття «потройним» сегменту грошового обігу європейських провінцій Османської імперії, який раніше обслуговував «шагі». Активні торгівля та грошовий обіг українських земель з Османською імперією, зокрема і через Молдавське князівство, сприяли переміщенню й закріпленню в українській розмовній мові назви «шаг» як лічильної одиниці в три польських гроші, так і як назву монети такого ж номіналу. Початок трансляції цієї назви в український мовний вжиток варто виводити не раніше як з кінця XVI — початку XVII століття..

## XVII—XIX століття
У XVII — першій третині XVIII століть на теренах Гетьманщини та Слобожанщини шагом називали монету номіналом 3 польських гроші, але найбільшого розповсюдження шаг набув як дрібна лічильна одиниця грошей — 3 гроші (або дві копійки за курсовим співвідношенням). Шаг у козацькій Україні був складовою місцевої лічби на золоті та шаги: 1 золотий = 10 шагів = 20 копійок. У перших десятиліттях XVIII століття зі зникненням з обігу польських монет попереднього століття назва шаг у народному мовному вжитку переходить на дрібну лічбу копійок.

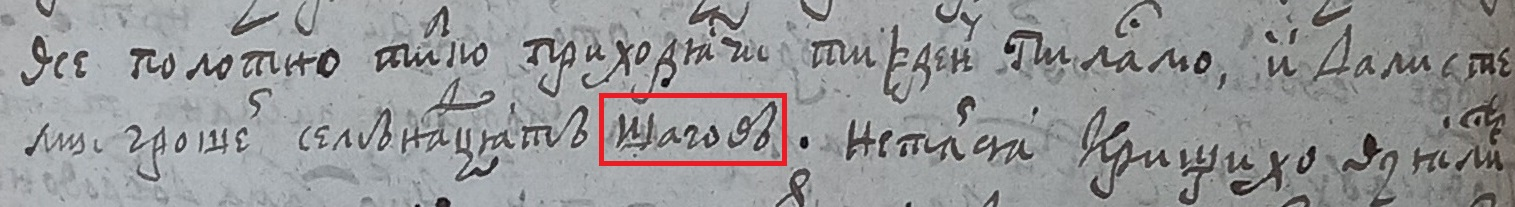
Згадка про «шаг» у «Актах Полтавського полкового суду», 1691 рік

За часів Російської імперії мідна монета номіналом 2 копійки отримала українську народну назву «шаг». Після 1839 року, через позначення номіналу на мідних російських монетах «2 копійки сріблом», найменування «шаг» було перенесене на номінал у «1/2 копійки сріблом» (інша назва «деньга») і вживалося до 1917 року.

## УНР

#### Марки-гроші
Під час революції (1917—1921) Україна зіштовхнулася з економічними і фінансовими труднощами, як і Сполучені Штати Америки у добу Громадянської війни (1861—1865). Колосальний дефіцит монет у США вимагав негайного вирішення проблеми. Скарбник США Френсіс Спіннер запропонував замість монет тимчасово використовувати поштові марки, наклеєні на казначейський папір, з його підписом внизу. Уряд підтримав ініціативу. Конгрес ухвалив «Закон про поштові засоби платежу» (англ. Postage Currency Bill), який 17 липня 1862 року підписав президент Авраам Лінкольн. Департамент пошти США надрукував марки номіналом у 5, 10, 25 і 50 центів, які ходили в обігу з 21 серпня 1862 до 15 лютого 1876 року. Деякі різновиди розмінних паперових грошей мали, як і справжні марки, зубкований край. Хоча поштові марки не вважалися законним платіжним засобом, їх можна було обміняти на банкноти США номіналом 5 доларів. Також вони приймалися для сплати всіх зборів в сумі до 5 доларів. Американський досвід використання розмінних марок як засобу платежу запозичила у часи Першої світової війни Російська імперія, а після її розвалу — Україна.
Перші українські марки-шаги з'явилися у добу Центральної Ради. 19 грудня 1917 року ухвалили тимчасовий Закон про випуск державних кредитних білетів УНР, в якому йшлося про те, що «кредитні білети випускаються у карбованцях, причому один карбованець містить 17,424 частки чистого золота і поділяється на 2 гривні або 200 шагів». Спочатку марки планували тільки як поштові мініатюри, але згодом, через нестачу дрібної розмінної монети, їх стали вживати одночасно як марки, так і гроші на підставі закону УНР від 18 квітня 1918 року. Емісія від 18 квітня складалася із номіналів у 10, 20, 30, 40 і 50 шагів. Випускали їх у Києві, в друкарні Василя Кульженка, аркушами по 100 штук з перфорацією, щоб полегшити відривання окремих купюр. Автором проєкту 10 та 20 шагів був Антон Середа. Інші виконав Георгій Нарбут. Для марок використовували цупкий папір, який був зручніший для тривалого вжитку. Марки-шаги, які запровадили вже після падіння Центральної Ради, в обігу ходили до березня 1919 року, коли їх скасувала радянська влада.
Розмінні марки-шаги часто фальшували. Підробляли переважно два номінали: 40 і 50 шагів. Багато фальшивих купюр виготовляли у різних містах України, зокрема, в Бердичеві, Білій Церкві, Житомирі тощо.
У період 1918—1920 років у вжитку також перебували гербові марки і талони для остатка, номіновані в шагах.
| Шаги УНР (розмінні марки-гроші зразка 1918 року) | Шаги УНР (розмінні марки-гроші зразка 1918 року) | Шаги УНР (розмінні марки-гроші зразка 1918 року) | Шаги УНР (розмінні марки-гроші зразка 1918 року) | Шаги УНР (розмінні марки-гроші зразка 1918 року) | Шаги УНР (розмінні марки-гроші зразка 1918 року) | Шаги УНР (розмінні марки-гроші зразка 1918 року) | Шаги УНР (розмінні марки-гроші зразка 1918 року) | Шаги УНР (розмінні марки-гроші зразка 1918 року) |
| Зображення                                       | Зображення                                       | Номінал (шагів)                                  | Розмір (мм)                                      | Основний колір                                   | Опис                                             | Опис                                             | Дата                                             | Дата                                             |
| Аверс                                            | Реверс                                           | Номінал (шагів)                                  | Розмір (мм)                                      | Основний колір                                   | Аверс                                            | Реверс                                           | Введено                                          | Вилучено                                         |
| ------------------------------------------------ | ------------------------------------------------ | ------------------------------------------------ | ------------------------------------------------ | ------------------------------------------------ | ------------------------------------------------ | ------------------------------------------------ | ------------------------------------------------ | ------------------------------------------------ |
|                                                  |                                                  | 10                                               | 30 × 25                                          | Світло-коричневий                                | Номінал, тризуб, декоративний орнамент           | Тризуб, пояснювальні написи                      | 1918                                             | 1919                                             |
|                                                  |                                                  | 20                                               | 30 × 25                                          | Коричневий                                       | Селянин, номінал, тризуб, декоративний орнамент  | Тризуб, пояснювальні написи                      | 1918                                             | 1919                                             |
|                                                  |                                                  | 30                                               | 30 × 25                                          | Синій                                            | Селянка, номінал, тризуб, декоративний орнамент  | Тризуб, пояснювальні написи                      | 1918                                             | 1919                                             |
|                                                  |                                                  | 40                                               | 30 × 25                                          | Зелений                                          | Номінал, тризуб, декоративний орнамент           | Тризуб, пояснювальні написи                      | 1918                                             | 1919                                             |
|                                                  |                                                  | 50                                               | 30 × 25                                          | Червоний                                         | Номінал, декоративний орнамент                   | Тризуб, пояснювальні написи                      | 1918                                             | 1919                                             |

#### Білети Державної скарбниці України
1918 року в Німеччині, відповідно до Закону уряду Гетьманату від 12 квітня 1918 року, були надруковані білети Державної скарбниці — 3,6%-ві облігації в гривнях, які надійшли до України 5 серпня того року. Спочатку планували їх випустили на загальну суму 1 мільярд гривень, проте 9 липня того року обсяг випуску цих позик було подвоєно. Вони являли собою державну позику, загальна сума якої була збільшена в два рази, й вводилася в обіг з метою обслуговування грошового ринку. Відсотки по облігаціях планувалося виплачувати з 1 січня 1919 року. Кожна облігація мала вісім відрізних купонів. Облігації і відрізні купони, не обмінені в Державному банку на гроші, не втрачали своєї вартості протягом 10 років (з часу надрукованої на них дати реалізації) і вживалися як тимчасові грошові сурогати. Білети Державної скарбниці складалися з чотирьох номіналів — 50, 100, 200 і 1000 гривень, кожна з яких відповідно мала відрізні купони номіналом у 90 шагів, 1 гривня 80 шагів, 3 гривні 60 шагів і 18 гривень. Всі вони містили однакові написи, формат і художнє оформлення, виконане Георгієм Нарбутом. Розрізнялися між собою вони лише цифрою номінальної вартості, кольором і номерами серій. Форма грошей у вигляді облігацій була обрана урядом задля запобіганя новим емісіям, завдяки чому надзвичайні витрати мали покриватися доходами від їх продажу. Таким чином, міністр фінансів А. Ржепецький намагався реалізувати програму побудови грошової системи і забезпечення її власними ресурсами.
| Банкноти зразка 1919 і 1920 року | Банкноти зразка 1919 і 1920 року | Банкноти зразка 1919 і 1920 року | Банкноти зразка 1919 і 1920 року | Банкноти зразка 1919 і 1920 року | Банкноти зразка 1919 і 1920 року | Банкноти зразка 1919 і 1920 року                    | Банкноти зразка 1919 і 1920 року                    | Банкноти зразка 1919 і 1920 року | Банкноти зразка 1919 і 1920 року |
| Зображення                       | Зображення                       | Номінал (гривень)                | Номінал купонів                  | Розмір (мм)                      | Основний колір                   | Опис                                                | Опис                                                | Дата                             | Дата                             |
| Аверс                            | Реверс                           | Номінал (гривень)                | Номінал купонів                  | Розмір (мм)                      | Основний колір                   | Аверс                                               | Реверс                                              | Введено                          | Вилучено                         |
| -------------------------------- | -------------------------------- | -------------------------------- | -------------------------------- | -------------------------------- | -------------------------------- | --------------------------------------------------- | --------------------------------------------------- | -------------------------------- | -------------------------------- |
|                                  |                                  | 50                               | 90 шагів                         | 294 × 150                        | Червоний, фіолетовий             | Номінал, декоративний орнамент, пояснювальні написи | Номінал, декоративний орнамент, пояснювальні написи | 5 серпня 1918                    | 1920                             |
|                                  |                                  | 100                              | 1 гривня 80 шагів                | 294 × 150                        | Синій, зелений                   | Номінал, декоративний орнамент, пояснювальні написи | Номінал, декоративний орнамент, пояснювальні написи | 5 серпня 1918                    | 1920                             |
|                                  |                                  | 200                              | 3 гривні 60 шагів                | 294 × 150                        | Помаранчевий                     | Номінал, декоративний орнамент, пояснювальні написи | Номінал, декоративний орнамент, пояснювальні написи | 5 серпня 1918                    | 1920                             |
|                                  |                                  | 1000                             | 18 гривень                       | 294 × 150                        | Рожевий                          | Номінал, декоративний орнамент, пояснювальні написи | Номінал, декоративний орнамент, пояснювальні написи | 5 серпня 1918                    | 1920                             |

## Радянський період

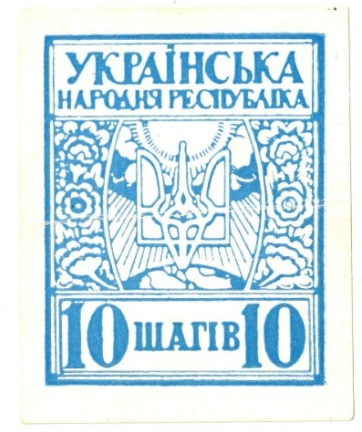
Українська Центральна Рада, бофон 10 шагів 1949 року

Із приходом та поширенням радянської влади на території України, Радами Народних Комісарів постановлено вилучити із обігу українські гроші, залишивши лише виготовлені за ініціативи радянської влади[джерело?].
Спираючись на стабільність побудованої за роки незалежності в Україні фінансової та банківської системи, радянський уряд не наважився одразу вилучати із обігу українські гроші, залишивши на правах платіжного засобу окремі «радянські» серії 50 карбованцевих білетів «лопаток», а також розмінні марки номіналом у 50 шагів в оплату пошти[джерело?].
Ідея відродження української незалежності та власної грошової одиниці не зникла із ліквідацією УНР, продовжуючи бути актуальною темою в діяльності української еміграції та діаспори, а також повстанського підпілля.
Вагомий слід у боротьбі за відродження української державності відіграли осередки української діаспори в Канаді, Сполучених Штатах, Великій Британії тощо. За ініціативи осередків української діаспори регулярно випускалися спеціальні «бофони» та «вифони» — тобто посвідки, які видавались на засвідчення грошового внеску на бофоновий чи визвольний фонди. Бофони УПА містили на своєму полі позначення вартості у різних грошових одиницях, зокрема карбованцях. Іноземні діаспорні вифони зустрічаються також в американських та канадських доларах, австрійських шилінгах, польських злотих, німецьких марок, а також гривнях та шагах.
1946 року Екзильним урядом УНР було виготовлено серію бофонів, які являли собою репродукції розмінних марок 1918 року у збільшеному розмірі (розмір 64 × 79 мм), передрукованих згодом 1949 року[джерело?].

## Сучасна Україна
|                                                |  |  |
| Ювілейна монета НБУ присвячена шагам 2018 року |  |  |

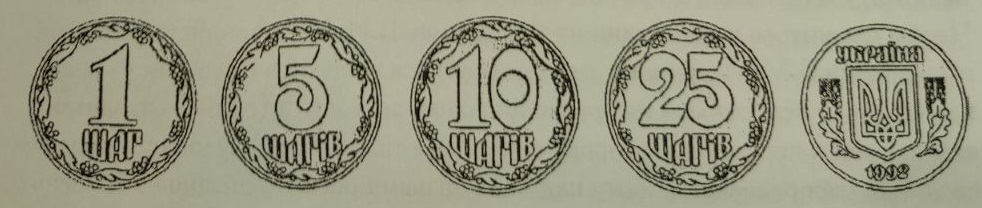
Ескізи розмінних монет-шагів художника Василя Лопати (1992)

Після проголошення Незалежності України 1991 року розглядалося використання терміну «шаг» для назви українських грошей. У 1992 році Луганський верстатобудівний завод викарбував пробну партію монет номіналами в «один шаг» та «п'ятдесят шагів», але назву не було затверджено. Довкола майбутньої назви розмінної монети було багато дискусій, суперечок та розмов. Дехто зауважував, що «копійка» — назва російська і для незалежної України вона не підходить. Пропонувалися назви «сота», «різана».
Художник Василь Лопата спростовує обговорення варіантів назви «різана» та «сотий», підкреслюючи, що саме він, спираючись на глибоку зацікавленість в українській історії, запропонував назву «шаг», проводячи аналогії із практикою їх введення та обігу в часи Української Революції 1917—1921 років. Комісія, створена Верховною Радою, затвердила назву шаг для української розмінної монети. У червні—серпні 1991 року художник підготував ескізи для монет номіналом 1, 5, 10 та 25 шагів. Однак уже наступного року влада відкинула затверджену попередньо концепцію. 2 березня 1992 року Президія Верховної Ради України ухвалила постанову «Про розмінну монету України», згідно з якою замість шага запровадили копійку.
2018 року була викарбувана ювілейна п'ятигривнева монета, присвячена «100-річчю випуску перших поштових марок України», яка містила кольорове зображення марки номіналом у 50 шагів 1918 року.
2 вересня 2024 року НБУ ініціював зміну назви розмінної монети «копійка» на «шаг» з метою спрямування на відновлення історичної справедливості, дерусифікації та підкреслення національних традицій у грошовому обігу України. Таке рішення підтримала Національна академія наук України, зокрема одержано позитивні експертні висновки від Інституту історії України та Інституту мовознавства ім. О. Потебні. Оскільки гривня має походження з часів Київської Русі, то «шаг» має походження з часів Гетьманщини. Крім УНР, шаги як розмінні гроші також використовували Українська повстанська армія та ОУН. За словами голови НБУ «копійка» не має до української етимології жодного стосунку, вона походить від російського слова «копьё» (тобто «спис»), зображення якого використовували у Московській державі з XV століття, тож ця назва має імперське походження. В умовах широкомасштабної російської агресії заміна копійок на шаги є важливим та необхідним кроком, адже наразі копійки залишилися в обігу лише у ворожих до України держав. Для реалізації ініціативи НБУ пропонує внести відповідні зміни до законодавства, зокрема до Закону України «Про Національний банк України» та інших нормативних актів. НБУ передбачає, що поступове введення в обіг монет, номінованих у «шагах», не вплине на інфляцію, оскільки не передбачається збільшення обсягів готівкових грошей в економіці. На 2025 рік передбачається викарбувати 20 млн монет номіналом 50 копійок, проте Голова НБУ ініціює, щоб вони називалися «шагами». Карбування розмінних монет планується попри те, що станом ще на 2018 рік, українська гривня порівняно з 1996 роком в 14 разів втратила свою купівельну спроможність і її вартість зменшилась за цей період до 7 копійок.

## Сталі вислови про шаг
- «І залізного шага не мати» — зовсім нічого не мати.
- «На щербатий шаг» — дуже мало чогось.
- «Не вартий ламаного шага» — не має ніякої цінності.
- «Ні на шаг» — нема нічого[41].